# Oliver Dimbath
Oliver Dimbath (* 20. September 1968 in Starnberg, Bayern) ist ein deutscher Soziologe und Hochschullehrer.

## Ausbildung
Oliver Dimbath studierte zunächst Betriebswirtschaftslehre an der Hochschule München und danach Soziologie, Sozialpsychologie sowie Sozial- und Wirtschaftsgeschichte an der Ludwig-Maximilians-Universität München, wo er 2002 in Soziologie zum Dr. rer. pol. promoviert wurde. Von 2003 bis 2017 war er als wissenschaftlicher Mitarbeiter an der Philosophisch-Sozialwissenschaftlichen Fakultät der Universität Augsburg beschäftigt. Hier habilitierte er sich im Jahr 2012. Nach Professurvertretungen an der Bergischen Universität Wuppertal und der Ludwig-Maximilians-Universität ist er seit 2017 Professor für Soziologie an der Universität Koblenz.

## Forschung
Als Mitglied des Sonderforschungsbereichs 536 ‚Reflexive Modernisierung‘ befasste sich Dimbath zunächst mit den sozialen Bedingungen individuellen Entscheidens im Zusammenhang mit der Berufswahl, um sich dann Fragen der Wissenschaftsforschung zuzuwenden. Nach Arbeiten zur soziologischen Reflexion der Zeit- oder Gegenwartsdiagnostik arbeitet er an der Einführung der Begriffe ‚Gedächtnis‘, ‚Erinnern‘ und ‚Vergessen‘ in die (wissens)soziologische Diskussion, entwickelt das Verfahren einer filmgestützten Interaktionsanalyse weiter, engagiert sich in der Etablierung einer soziologisch orientierten Jugendreiseforschung und arbeitet an religions- und medizinsoziologischen Fragestellungen. Darüber hinaus engagiert er sich für die Weiterentwicklung qualitativer Methoden der empirischen Sozialforschung. Er ist Mitherausgeber der Buchreihen ‚Soziales Gedächtnis, Erinnern und Vergessen – Memory Studies‘ (Springer VS), ‚Soziologie im 21. Jahrhundert' (Fink UTB) und 'Fahren, Reisen, Begegnen. Camp and Mobility Studies' (Beltz Juventa).
Arbeitsschwerpunkte sind Soziologische Theorie, Wissenssoziologie, Kultursoziologie, Gedächtnissoziologie, Qualitative Sozialforschung, Filmsoziologie, Religionssoziologie, Medizinsoziologie und die Soziologie des Jugendreisens.

## Schriften (Auswahl)
Monografien
- Social Memory. Classical Theories and New Perspectives. Paderborn: BRILL/Fink 2022; ISBN 978-3-7705-6739-3 (mit M. Heinlein)
- Oblivionism. Forgetting and Forgetfulness in Modern Science. Paderborn: Brill/Fink 2021; ISBN 978-3-7705-6573-3
- Gesellschaftstheorie: Eine Einführung. Bielefeld: transript (UTB) 2021; ISBN 978-3-8252-5459-9 (mit W. Bonß, H. Pelizäus, M. Schmid und A. Maurer)
- Soziologische Zeitdiagnostik; Paderborn: Fink (UTB) 2016; ISBN 978-3-8252-4542-9[1]
- Gedächtnissoziologie; Paderborn: Fink (UTB) 2015; ISBN 978-3-8252-4172-8 (mit Michael Heinlein)
- Oblivionismus. Vergessen und Vergesslichkeit in der modernen Wissenschaft; Konstanz: UVK 2014; ISBN 978-3-86764-493-8
- Einführung in die Soziologie; 4. Aufl.; Paderborn: Fink (UTB) 2020; ISBN 978-3-8252-5380-6
- Handlungstheorie. Eine Einführung; 2. Aufl.; Bielefeld: transcript (UTB) 2020; ISBN 978-3-8252-5359-2 (mit W. Bonß, A. Maurer, W. Nieder, H. Pelizäus und M. Schmid)
- Entscheidungen in der individualisierten Gesellschaft. Eine empirische Untersuchung zur Berufswahl in der fortgeschrittenen Moderne; Wiesbaden: Westdeutscher Verlag 2003; ISBN 978-3-531-14053-7

Herausgaben
- Sozialwissenschaftliche Methoden und Methodologien: Temporalität – Prozessorientierung – Gedächtnis; Wiesbaden: Springer VS 2023; ISBN 978-3-658-41913-4 (mit G. Sebald, H. Haag und M. Heinlein)
- Handbuch Sozialwissenschaftliche Gedächtnisforschung; Band 1; Wiesbaden: Springer VS 2023; ISBN 978-3-658-26586-1 (mit G. Sebald, M. Berek, K. Chmelar, H. Haag, M. Heinlein, N. Leonhard und V. Rauer)
- Handbuch Sozialwissenschaftliche Gedächtnisforschung; Band 2; Wiesbaden: Springer VS 2023; ISBN 978-3-658-26555-7 (mit G. Sebald, M. Berek, K. Chmelar, H. Haag, M. Heinlein, N. Leonhard und V. Rauer)
- Sterblichkeit und Erinnerung; Baden-Baden: Rombach Wissenschaft 2022; ISBN 978-3-96821-854-0 (mit T. Benkel und M. Meitzler)
- Jugendreisen. Perspektiven auf Historie, Theorie und Empirie; Weinheim, Basel: Beltz Juventa; ISBN 978-3-7799-6962-4 (mit M. Ernst-Heidenreich)
- Methoden der Filmsoziologie. Exemplarische Analysen am Beispiel des Films CAPOTE (2005); Wiesbaden: Springer VS 2022; ISBN 978-3-658-34926-4 (mit C. Heinze)
- Die Hölle der Spätmoderne. Soziologische Studien zum Bedeutungswandel ewiger Verdammnis; Bielefeld: transcript 2021; ISBN 978-3-8376-5216-1 (mit L.M. Friedrich und W. Gebhardt)
- Gewaltgedächtnisse. Analysen zur Präsenz vergangener Gewalt; Wiesbaden: Springer VS 2021; ISBN 978-3-658-32141-3 (mit N. Leonhard)
- Gewissheit. Beiträge und Debatten zum 3. Sektionskongress der Wissenssoziologie; Weinheim: Beltz Juventa 2021; ISBN 978-3-7799-6281-6 (mit M. Pfadenhauer)
- Katastrophen zwischen sozialem Erinnern und Vergessen. Zur Theorie und Empirie sozialer Katastrophengedächtnisse; Wiesbaden: Springer VS 2020; ISBN 978-3-658-28932-4 (mit M. Heinlein)
- Vergangene Vertrautheit. Soziale Gedächtnisse des Ankommens, Aufnehmens und Abweisens; Wiesbaden: Springer VS 2019; ISBN 978-3-658-22230-7 (mit A. Kinzler und K. Meyer)
- Organisation und Gedächtnis; Wiesbaden: Springer VS 2016; ISBN 978-3-658-11826-6 (mit H. Haag, N. Leonhard und G. Sebald)
- Der Körper als soziales Gedächtnis; Wiesbaden: Springer VS 2015, ISBN 978-3-658-09742-4 (mit M. Heinlein, L. Schindler und P. Wehling)
- Die Sozialität des Erinnerns. Beiträge zur Arbeit an einer Theorie des sozialen Gedächtnisses; Wiesbaden: Springer VS 2014, ISBN 978-3-658-03469-6 (mit M. Heinlein)
- Soziologie des Vergessens. Theoretische Zugänge und empirische Forschungsfelder; Konstanz: UVK 2011, ISBN 978-3-86764-275-0 (mit P. Wehling)

## Belege
1. ↑  Dimbath, Oliver: Soziologische Zeitdiagnostik. Generation - Gesellschaft - Prozess. In: soziologie.de. Abgerufen am 7. Mai 2017.

| Personendaten    | Personendaten       |
| ---------------- | ------------------- |
| NAME             | Dimbath, Oliver     |
| KURZBESCHREIBUNG | deutscher Soziologe |
| GEBURTSDATUM     | 20. September 1968  |
| GEBURTSORT       | Starnberg, Bayern   |